# Övermark
Övermark (finska: Ylimarkku) är en by och före detta kommun i Närpes stad. Övermark är tillsammans med Pörtom en av de större byarna i Närpestrakten. I Övermark bor idag ca 1100 personer. Övermark har en egen brandstation, järn- och livsmedelsaffär, inredningsbutik, skola, bank, bibliotek, bensinstation och en kombinerad verkstad och besiktningsstation. Övermark gränsar mot Pörtom i norr, Rangsby och Taklax (del av Korsnäs) i väster, i söder Yttermark och i öster Horo (del av Östermark).
Genom Övermark rinner också Närpes å. Övermark var förr en egen kommun men uppgick i dåvarande Närpes kommun 1 januari 1973. Delar av Övermark består av Knöppelbacken, Bodbacka, Frönäs, Svartnäs, Pörtmossen, Dalarna, centrum i Övermark, Räfsbäck, Tallbacken, Libäcken, Krigarbyn, Brännbacken, Ersbacken, Groop, Häggnäs, Tuvas, Grannäset, Fållbäcken, Valsåsen och Valsberg. Ett skidspår som går mellan Övermark och Horo gör att man väldigt lätt kan ta sig från den ena byn till den andra. Spåret är ca 6 km, 12 km tur och retur. Nästan alla i Övermark har svenska som sitt modersmål, men i och med att grannbyn i öster nästan är helt finskspråkig finns det också enstaka finskspråkiga i Övermark.
I Övermark verkade under åren 1840-1870 Granfors pappersbruk.